# Damn Country Music
Damn Country Music è il quattordicesimo album in studio del cantante statunitense Tim McGraw, pubblicato nel novembre 2015.

## Tracce
1. Here Tonight (duetto con Gracie McGraw) – 3:50
2. Losin' You – 4:22
3. How I'll Always Be – 3:33
4. Damn Country Music – 3:05
5. Love Runs – 4:09
6. What You're Lookin' For – 3:56
7. Top of the World – 3:53
8. Don't Make Me Feel at Home – 3:39
9. Want You Back – 4:01
10. California (con Big & Rich) – 3:26
11. Humble and Kind – 4:20